# Bourg-l'Évêque
Bourg-l'Évêque è un comune francese di 228 abitanti situato nel dipartimento del Maine e Loira nella regione dei Paesi della Loira.

## Società

### Evoluzione demografica
Abitanti censiti